# IC 1375
IC 1375 ist eine kompakte Galaxie vom Hubble-Typ C im Sternbild Füllen nördlich der Ekliptik. Sie ist schätzungsweise 523 Millionen Lichtjahre von der Milchstraße entfernt.
Das Objekt wurde am 1. August 1892 von Stéphane Javelle entdeckt.